# Arnstorf

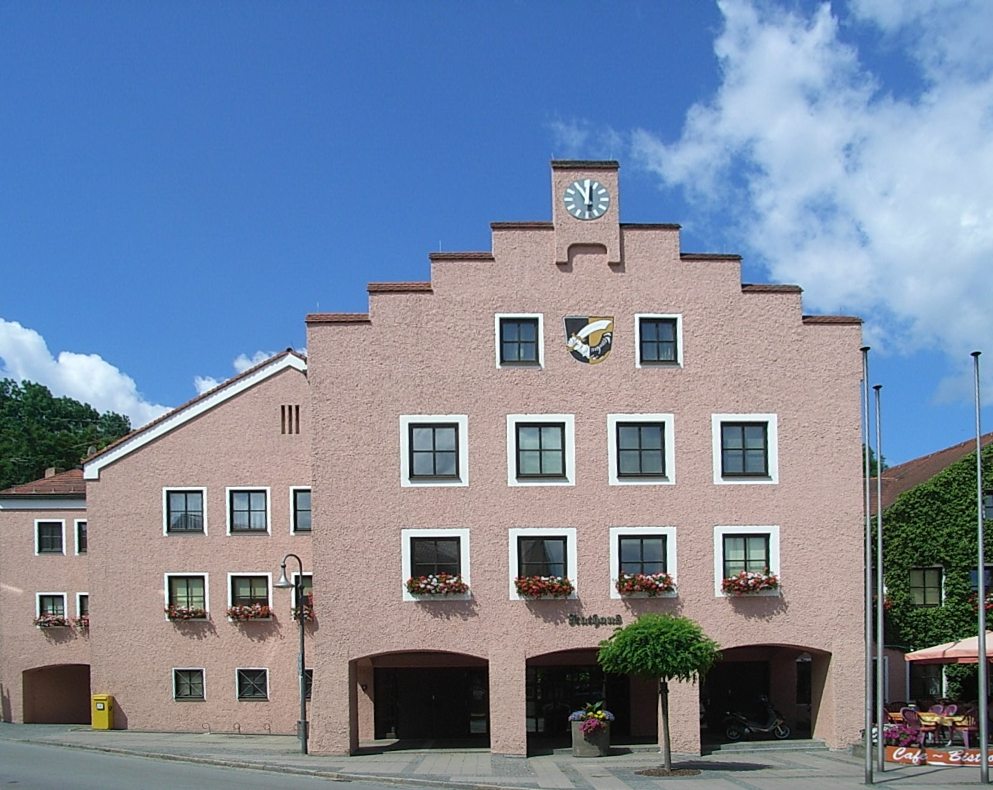
Arnstorf

Arnstorf este o comună-târg din districtul Rottal-Inn, regiunea administrativă Bavaria Inferioară, landul Bavaria, Germania.